# Philippe Locquet
Pour les articles homonymes, voir Locquet.
 (septembre 2018).
Si vous disposez d'ouvrages ou d'articles de référence ou si vous connaissez des sites web de qualité traitant du thème abordé ici, merci de compléter l'article en donnant les références utiles à sa vérifiabilité et en les liant à la section « Notes et références ».
Philippe Locquet est un réalisateur et scénariste français.

## Biographie
Philippe Locquet tourne son 1re court-métrage en 1997, Tous les jours sauf Noël. Le succès du film en festival et ses ventes lui permettent d’écrire et de réaliser deux autres courts-métrages; Mon Beau Sapin sur l’enfance, puis Les Tiqueurs, mettant en scène des gens atteints du syndrome de Tourette. Le film est remarqué dans de nombreux festivals français et internationaux et remporte la Gold Plaque au 35e Festival International de Chicago.
Le succès du film lui permet d’écrire et de réaliser son 1re long-métrage, TIC (Troubles Involontaires Convulsifs). Le film sort en France en 2004 après une avoir été diffusé en festivals, notamment outre-Atlantique (Londres, Montréal, Québec 2003, USA Method Film Festival). Il reçoit le prix de la créativité au 36e WorldFest Festival International de Houston.
Il réalise son 2e long-métrage Je vous aime très beaucoup avec Firmine Richard, Bruno Lochet, Philippe Duquesne et Albert Delpy, qui sort en juillet 2010. Film sur l'enfance qu'il dédie à sa fille, Rachem. 
Le film reçoit 5 prix au Los Angeles Movie Awards 2010, dont celui du meilleur film et du meilleur réalisateur, ainsi que le prix du meilleur film dans la catégorie jeunesse au Vittorio Veneto Film festival en Italie, en Allemagne et en république Tchèque.
Philippe Locquet mène une carrière de réalisateur de films publicitaires en France et à l’international. Il vit à Paris.

## Filmographie
- 1997 : Tous les jours sauf Noël (court-métrage)
- 1998 : Mon beau sapin (court-métrage)
- 1999 : Les Tiqueurs (court-métrage)
- 2003 : T.I.C - Trouble involontaire convulsif[2]
- 2009 : Je vous aime très beaucoup

## Distinctions
- Gold Plaque au 35e Chicago International Film Festival 1999 aux États-Unis pour Les Tiqueurs.
- Prix de la Créativité au 36e Houston International Festival 2003 aux États-Unis pour T.I.C.
- Los Angeles Movie Awards 2010 pour Je vous aime très beaucoup
  - Best Narrative Feature
  - Meilleur réalisateur
  - Meilleur photographie
  - Meilleure actrice dans un second rôle
  - Meilleure musique originale
- Meilleur Film au Vittorio Veneto Film Festival en Italie pour Je vous aime très beaucoup
- Trophée du Public - Héros du Cinéma à Cannes
- Goldem Apple & Children's Jury Main Prize - République Tchèque / Best Film au Schlingel Film Festival en Allemagne